# يان كورتيس
يان كورتيس (13 مايو 1959 في المملكة المتحدة - ) (بالإنجليزية: Ian Curtis)‏ هو لاعب كريكت بريطاني. لعب مع نادي مقاطعة سري للكريكت ‏ وBritish Universities cricket team ‏ وOxfordshire County Cricket Club ‏ ونادي الكريكت في جامعة أكسفورد ‏.

## وصلات خارجية
- يان كورتيس على موقع إي آس بي آن كريك إنفو (الإنجليزية)